# The Suites at One Bonifacio High Street
The Suites at One Bonifacio High Street est un gratte-ciel de 227 mètres en construction à Taguig aux Philippines. Son achèvement est prévu pour 2019. 